# Fragmenta Curiensia
I Fragmenta Curiensia, meno propriamente Codex Curiensis (Siglum a2, Nr. 16 nach Beuron), sono due fogli di pergamena di un manoscritto evangelico risalente al VI o VII secolo. Contengono il testo del Vangelo secondo Luca 11, 11-29 e 13, 16-34 nella traduzione in latino antico della Vetus Latina.  Il testo latino del codice è un rappresentante del tipo testuale occidentale, sottotipo itala.
I manoscritti sono stati scoperti dal professor Hidmer di Berna e successivamente descritti da E. Ranke. Pierre Batiffol fu il primo a suggerire che questi frammenti appartengono allo stesso manoscritto.
Ora si trovano nel Rätisches Museum (Archivio episcopale) della Diocesi di Coira, in Svizzera, indicati con la segnatura Clm 6436.